# Tour de France 2010/5. Etappe
Die 5. Etappe der Tour de France 2010 am 8. Juli führte über 187,5 km von Épernay nach Montargis. Auf dieser flachen Etappe gab es drei Sprintwertungen sowie zwei Bergwertungen der 4. Kategorie. Nach der Aufgabe Amets Txurrukas aufgrund von Sturzverletzungen am Vortag gingen 188 der 198 gemeldeten Teilnehmer an den Start.

## Rennverlauf
Nach knapp 10 Kilometern neutralisierter Fahrt erfolgte der offizielle Start um 12:53 Uhr. Nach wenigen Minuten griffen Julien El-Farès, Jurgen Van De Walle und José Iván Gutiérrez an und konnten sich schnell absetzen. Mit knapp acht Minuten erreichte die Gruppe den bei der Tour 2010 bislang größten Vorsprung einer Ausreißergruppe. Van De Walle ging als Erster über die beiden Bergwertungen. Gutiérrez fuhr als Erster über die dazwischenliegende Sprintwertung, um die allerdings nicht gesprintet wurde.
An der Spitze des Feldes machte das Team HTC-Columbia das Tempo, zeitweise unterstützt von Kanstanzin Siuzou und Stuart O’Grady, und so wurde der Vorsprung auch wieder kleiner. Mit bis zu 35 °C war es auf dieser Etappe ziemlich heiß. Van De Walle machte unterdessen im Führungstrio die meiste Arbeit. El-Farès gewann die zweite Sprintwertung. Nun stieg auch das Tempo dieser anfangs etwas gemächlich gefahrenen Etappe. Etwa 6,5 Kilometer vor dem Ziel griff Gutiérrez, der zuvor die letzte Sprintwertung gewann, aus dem Führungstrio an und konnte sich kurz absetzen. Vier Kilometer vor dem Ziel wurde aber auch er, wie zuvor schon seine beiden ehemaligen Begleiter, vom Feld gestellt.
Das Team Garmin-Transitions zog den Zielsprint an, der schließlich von Mark Cavendish gewonnen wurde, der sich gegen Gerald Ciolek und Edvald Boasson Hagen durchsetzen konnte. Es war der erste Etappensieg des Briten bei dieser Tour und der elfte insgesamt. Thor Hushovd konnte mit einem guten fünften Platz seinen Vorsprung in der Punktewertung ausbauen. Wie am Vortag änderte sich auch in den anderen Wertungen nichts.

## Sprintwertungen
- 1. Zwischensprint in Vauchamps (Kilometer 27,5) (211 m)

| Erster  | José Iván Gutiérrez | 6 Pkt. |
| Zweiter | Julien El-Farès     | 4 Pkt. |
| Dritter | Jurgen Van De Walle | 2 Pkt. |
- 2. Zwischensprint in Ville-Saint-Jacques (Kilometer 126,5) (92 m)

| Erster  | Julien El-Farès     | 6 Pkt. |
| Zweiter | Jurgen Van De Walle | 4 Pkt. |
| Dritter | José Iván Gutiérrez | 2 Pkt. |
- 3. Zwischensprint in Préfontaines (Kilometer 169,5) (76 m)

| Erster  | José Iván Gutiérrez | 6 Pkt. |
| Zweiter | Julien El-Farès     | 4 Pkt. |
| Dritter | Jurgen Van De Walle | 2 Pkt. |
- Ziel in Montargis (Kilometer 187,5) (70 m)

| Erster   | Mark Cavendish         | 35 Pkt. |
| Zweiter  | Gerald Ciolek          | 30 Pkt. |
| Dritter  | Edvald Boasson Hagen   | 26 Pkt. |
| Vierter  | José Joaquín Rojas Gil | 24 Pkt. |
| Fünfter  | Thor Hushovd           | 22 Pkt. |
| Sechster | Sébastien Turgot       | 20 Pkt. |
| Siebter  | Robbie McEwen          | 19 Pkt. |
| Achter   | Alessandro Petacchi    | 18 Pkt. |
| Neunter  | Lloyd Mondory          | 17 Pkt. |
| Zehnter  | Tyler Farrar           | 16 Pkt. |
| 11.      | Samuel Dumoulin        | 15 Pkt. |
| 12.      | Daniel Oss             | 14 Pkt. |
| 13.      | Danilo Hondo           | 13 Pkt. |
| 14.      | Nicolas Roche          | 12 Pkt. |
| 15.      | Yukiya Arashiro        | 11 Pkt. |
| 16.      | Juan Antonio Flecha    | 10 Pkt. |
| 17.      | Andrij Hrywko          | 9 Pkt.  |
| 18.      | Christopher Horner     | 8 Pkt.  |
| 19.      | Alberto Contador       | 7 Pkt.  |
| 20.      | Egoi Martínez          | 6 Pkt.  |
| 21.      | Mark Renshaw           | 5 Pkt.  |
| 22.      | Cadel Evans            | 4 Pkt.  |
| 23.      | Geraint Thomas         | 3 Pkt.  |
| 24.      | Christian Knees        | 2 Pkt.  |
| 25.      | George Hincapie        | 1 Pkt.  |

## Bergwertungen
- Côte d’Orbais-l’Abbaye, Kategorie 4 (Kilometer 40,5) (205 m; 1,6 km à 4,8 %)

| Erster  | Jurgen van de Walle | 3 Pkt. |
| Zweiter | José Ivan Gutierrez | 2 Pkt. |
| Dritter | Julien El-Farès     | 1 Pkt. |
- Côte de Mécringes, Kategorie 4 (Kilometer 36,5) (184 m; 1,3 km à 5,4 %)

| Erster  | Jurgen van de Walle | 3 Pkt. |
| Zweiter | José Ivan Gutierrez | 2 Pkt. |
| Dritter | Julien El-Farès     | 1 Pkt. |

## Aufgaben
- 187 – Amets Txurruka (Euskaltel-Euskadi): Nach Sturz auf der 4. Etappe nicht zur Etappe angetreten.